# Liszolaj
Liszolaj (macedónul: Лисолај) település Észak-Macedóniában, a Pelagonijai körzet Bitolai járásában.

## Népesség
| Lakosok száma | 582  | 611  | 679  | 563  | 551  | 304  | 276  | 225  | 163  |
|               | 1948 | 1953 | 1961 | 1971 | 1981 | 1991 | 1994 | 2002 | 2021 |

2002-ben 225 lakosa volt, akik közül 224 macedón, 1 egyéb.